# Dzūkijos Futbolo Klubas Dainava
DFK Dainava (nome completo Dzūkijos Futbolo Klubas Dainava), chiamato comunemente Alytus, è una società calcistica lituana con sede a Alytus. Milita nella A Lyga, la massima serie del campionato lituano.

## Storia
Il club venne fondato nel 2016.

## Palmarès

### Competizioni nazionali
- Pirma lyga:

2022 - 1º in Pirma lyga (D2).
2018 - 2º in Pirma lyga (D2).

## Cronistoria
| Stagione | Livello | Divisione  | Posto | Fonte       | Note               |
| -------- | ------- | ---------- | ----- | ----------- | ------------------ |
| 2016     | 2.      | Pirma lyga | 9.    | [ 1 ]       |                    |
| 2017     | 2.      | Pirma lyga | 4.    | [ 2 ]       |                    |
| 2018     | 2.      | Pirma lyga | 2.    | [ 3 ] [ 4 ] |                    |
| 2019     | 2.      | Pirma lyga | 4.    | [ 5 ]       |                    |
| 2020     | 2.      | Pirma lyga | 6.    | [ 6 ]       | Promosso in A lyga |
| 2021     | 1.      | A lyga     | 9.    | [ 7 ]       |                    |
| 2022     | 2.      | Pirma lyga | 1.    | [ 8 ]       |                    |

## Divise e sponsor
Lo sponsor tecnico per la stagione 2021 è Givova.
| DFK Dainava      | DFK Dainava         |
| Uniformi di gara | Uniformi di gara    |
| ---------------- | ------------------- |
| 2016–2018 Casa   | 2016–2018 Trasferta |
| 2019–2020 Casa   | 2019–2020 Trasferta |
| 2021– Casa       | 2021– Trasferta     |

## Organico

### Rosa 2021
Rosa e numeri come da sito ufficiale
| N. |                     | Ruolo | Calciatore            |
| -- | ------------------- | ----- | --------------------- |
| 55 | Lituania (bandiera) | P     | Tomas Švedkauskas     |
| 22 | Lituania (bandiera) | P     | Arijus Bražinskas     |
| 37 | Lituania (bandiera) | P     | Martynas Matijoška    |
| 2  | Russia (bandiera)   | D     | Dzambolat Calagov     |
| 3  | Giappone (bandiera) | D     | Shun Maeta            |
| 6  | Lituania (bandiera) | C     | Renatas Banevičius    |
| 7  | Lituania (bandiera) | C     | Linas Savastas        |
| 8  | Lituania (bandiera) | C     | Paulius Golubickas    |
| 9  | Lituania (bandiera) | C     | Deividas Matulevičius |

| N. |                        | Ruolo | Calciatore         |
| -- | ---------------------- | ----- | ------------------ |
| 11 | Lituania (bandiera)    | C     | Titas Vitukynas    |
| 21 | Lituania (bandiera)    | C     | Vytautas Lukša     |
| 25 | Ucraina (bandiera)     | C     | Jevgenij Terzi     |
| 29 | Lituania (bandiera)    | C     | Gustas Zabita      |
| 30 | Lituania (bandiera)    | D     | Oskaras Lukošiūnas |
| 35 | Lettonia (bandiera)    | D     | Roberts Zelmanis   |
| 89 | Lituania (bandiera)    | D     | Linas Klimavičius  |
| 98 | Camerun (bandiera)     | D     | Čamba              |
| 99 | Paesi Bassi (bandiera) | C     | Saïd Hamulić       |